# Llista de banderes municipals de França
Aquesta és una llista de les banderes municipals de França. Les banderes municipals rarament s'utilitzen a França ja que els municipis o comunes prefereixen els escuts. Les banderes estan agrupades per regió.

## Alts de França

Avesnes-sur-Helpe
Boulogne-sur-Mer
Calais
Cambrai
Dunkerque
Mardyck (Mardijk )
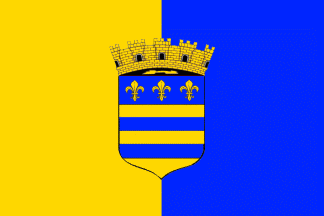
Montreuil-sur-Mer
Senlis
Tourcoing (Toerkonje)
Lens
Malo-les-Bains (Malo-aan-Zee)
Petite-Synthe (Klein-Sinten)
Rosendaël ( Rozendaal)
Saint-Pol-sur-Mer (Sint-Pols-aan-Zee)
Fort-Mardyck (Fort-Mardijk)
Bray-Dunes (Brayduinen)

## Alvèrnia-Roine-Alps

Annecy
Annemasse
Bourg-en-Bresse
Clarmont d'Alvèrnia
Cluses
Grenoble
Lo Puèi de Velai (Le Puy-en-Velay)
Lió[1]
Montluçon
Saint-Étienne
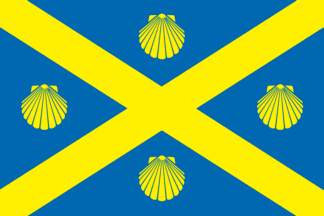
Versonnex
Polinhac (Polignac)
Étrembières
Montmélian

## Borgonya-Franc Comtat

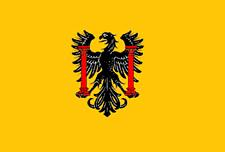
Besançon
Dijon
Arbois
Ornans
Arc-sous-Cicon

## Bretanya

Binic (Binig)
Bréhand (Brehant-Monkontour)
Brest
Cesson-Sévigné
Châteaugiron
Châteauneuf-du-Faou (Kastell-Nevez-ar-Faou)
Concarneau
Dinan
Dinard[2]
Dol-de-Bretagne (Dol)[3]
Donges (Donez)
Étables-sur-Mer (Staol)
Évran (Evrann)
Fouesnant (Fouenant)
Fougères
Guérande (Gwenrann)
Guerlesquin (Gwerliskin)
Guingamp]
Hillion
Hœdic (Edig)
Huelgoat (An Uhelgoad)Huelgoat (An Uhelgoad)
Île-de-Batz (Enez Vaz)
Île-de-Sein (Enez Sun)
La Forest-Landerneau (Ar Forest-Landerne)[4]
Landerneau (Landerne)
Landivisiau (Landivizio)
Lannion (Lannuon)
Le Juch (Ar Yeuc'h)
Lorient (An Oriant)
Merdrignac (Medrigneg)
Mordelles (Morzhell)
Mûr-de-Bretagne (Mur)
Ouessant (Eusa )
Paimpol (Pempoull)
Plancoët (Plangoed)
Plédran (Pledran)
Plérin (Plerin)
Plomelin (Ploveilh)
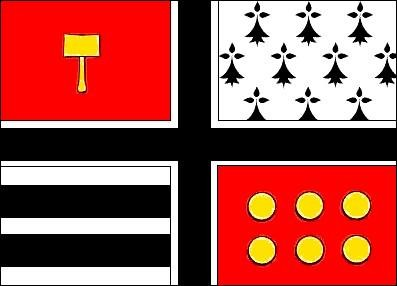
Ploeren (Ploveren)
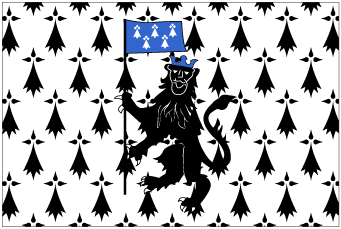
Ploërmel
Pont-l'Abbé (Pont-'n-Abad)
Pontrieux (Pontrev)
Port-Louis (Porzh-Loeiz)
Pouldergat (Pouldregad)
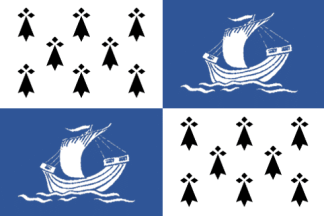
Redon
Rennes (Roazhon)
Rostrenen (Rostrenenn)
Saint-Brieuc (Sant Brieg)
Sant-Maloù
Saint-Pol-de-Léon (Kastell Paol)
Saint-Quay-Portrieux (Sant-Ke-Porzh-Olued)
Tréveneuc (Treveneg)
Vannes
Yffiniac (Ilfinieg)

## Centre-Vall del Loira

Bourges
Châteauroux
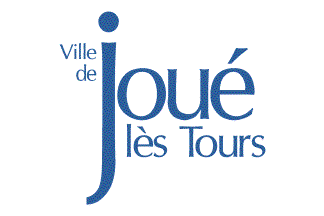
Joué-lès-Tours
Orléans
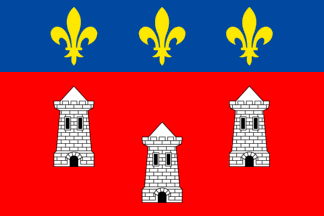
Tours

## Còrsega

Ajaccio (Aiacciu)
Bastia (Bastìa)
Calvi
Cargèse (Carghjese)

## Gran Est

Charleville-Mézières
Metz
Mulhouse (Mülhausen)
Reims
Estrasburg (Strasbourg, Straßburg)
Toul
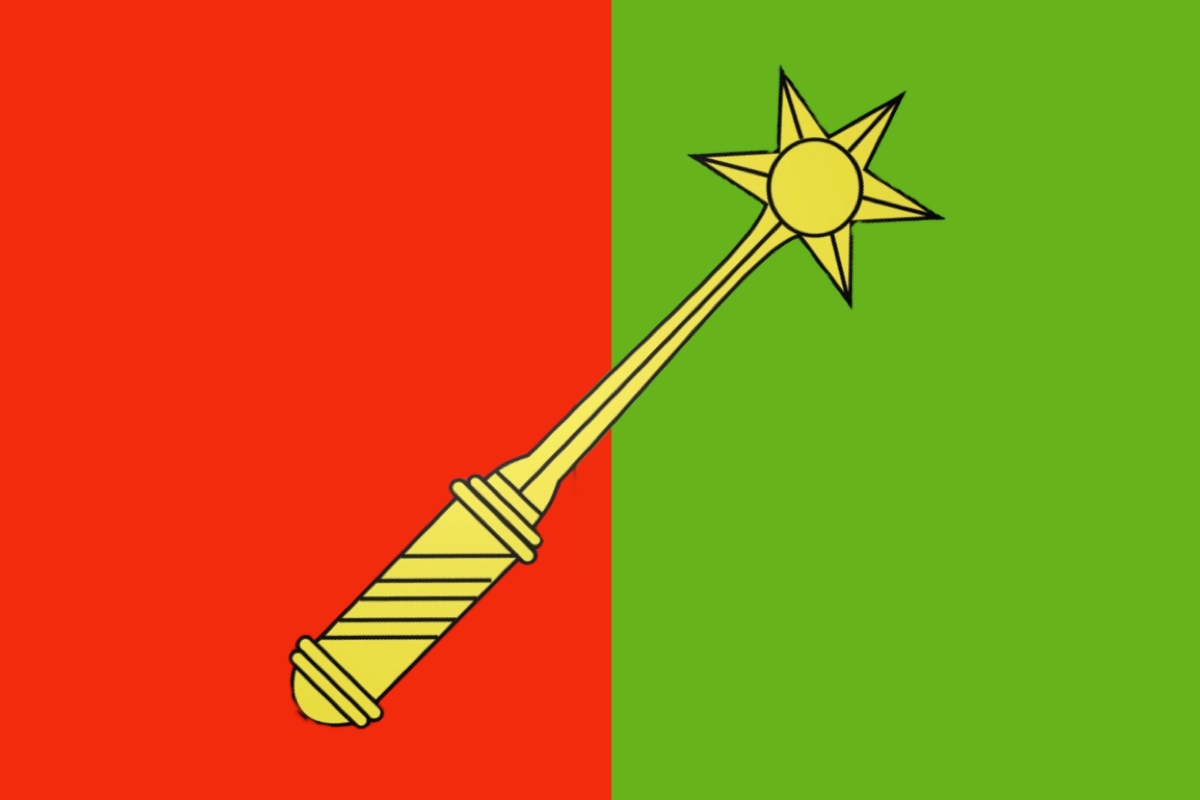
Colmar

## Illa de França

París[5]
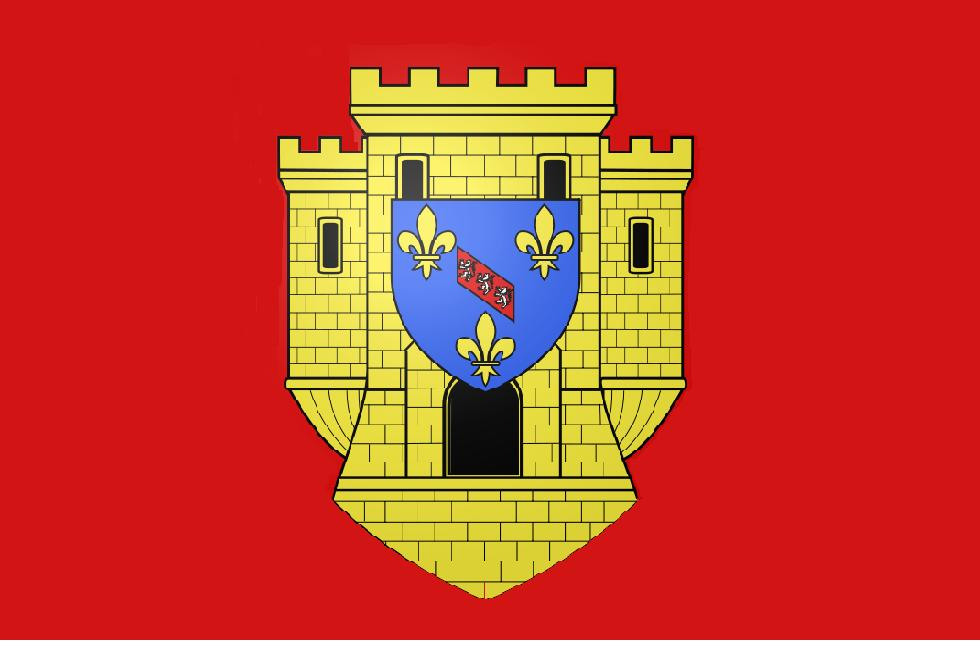
Étampes
Vincennes
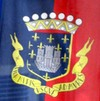
Melun

## Normandia

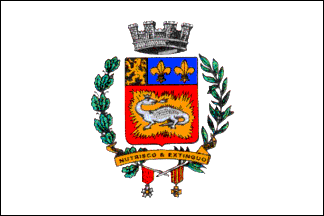
Le Havre
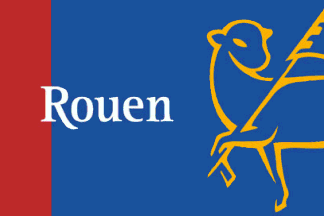
Rouen
Falaise

## Nova Aquitània

Agen
Arcachon
Baiona (Bayonne)
Biarritz
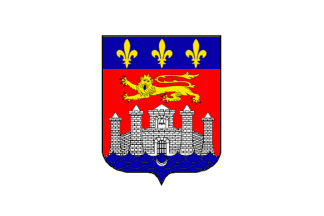
Bordeus (Bordèu, Bordeaux)
Châtelaillon-Plage
Gujan e Mestràs (Gujan-Mestras)
Lengon (Langon)
Ròchafòrt  (Rochefort)
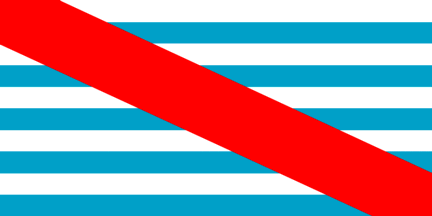
Gimel-les-Cascades

## Occitània

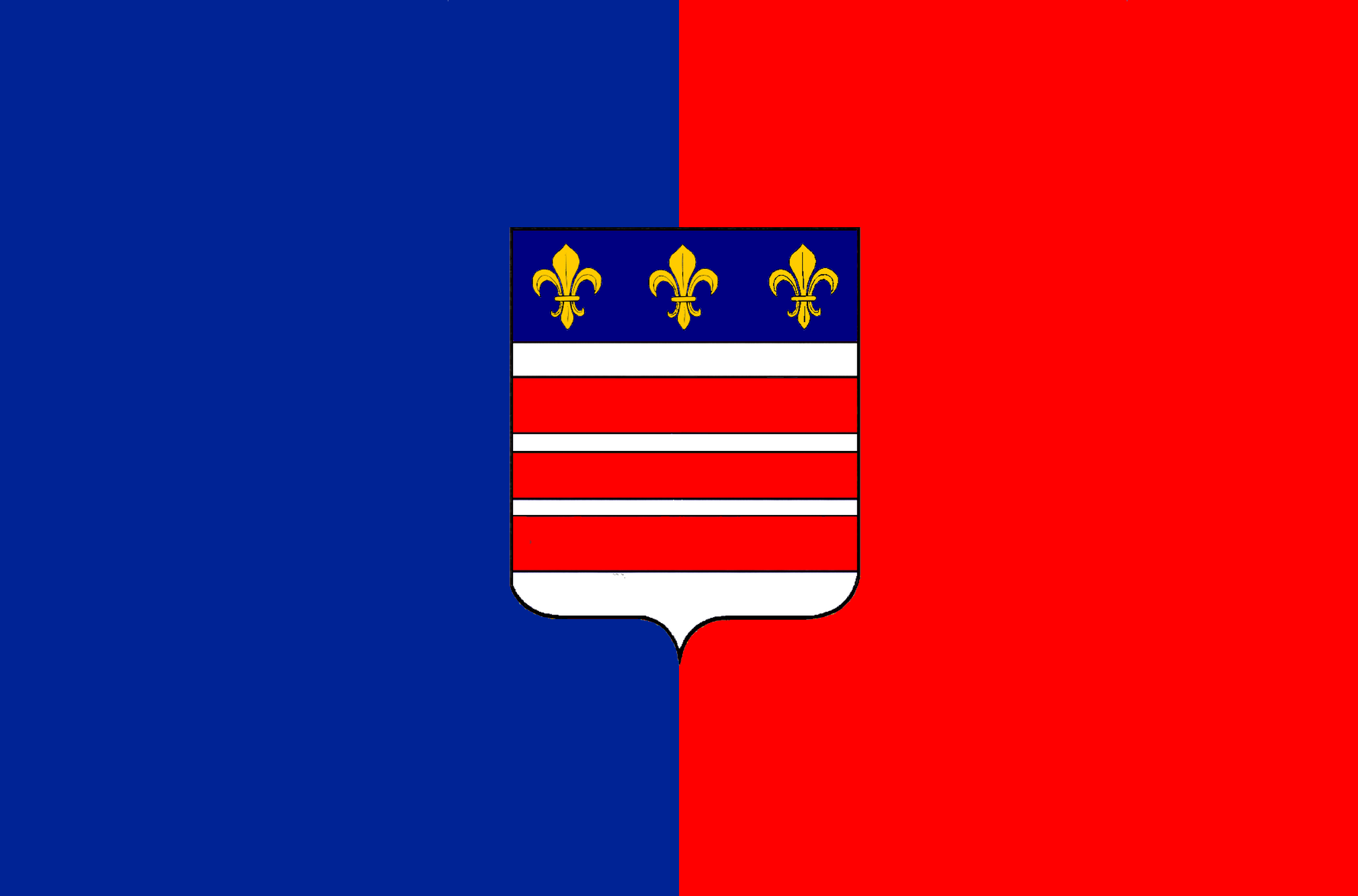
Besiers
Caors
Foix
Montpeller
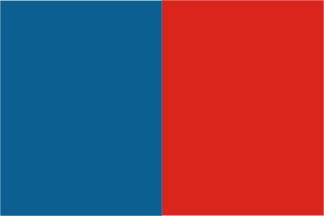
Narbona
Tolosa de Llenguadoc
Aigafonda

## País del Loira

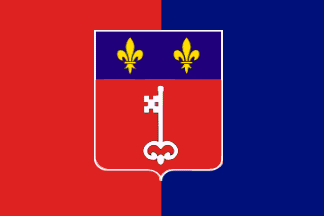
Angers
Donges (Donez)
L'Île-d'Olonne
Le Longeron
Nantes (Naoned)
Nort-sur-Erdre (Enorzh)
Rezé (Reudied)
Saint-Nazaire (Sant-Nazer)

## Provença-Alps-Costa Blava

Antíbol (Antibes)
Arle
Ais de Provença (Aix-en-Provence)
Cagnes-sur-Mer
Cannes
Frejús
Marsella[6]
Niça
Sant Tropetz (Saint-Tropez)
Toló
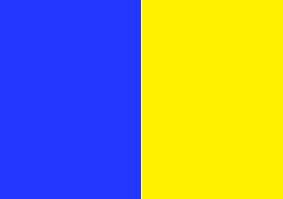
Sant Rafèu (Saint-Raphaël)
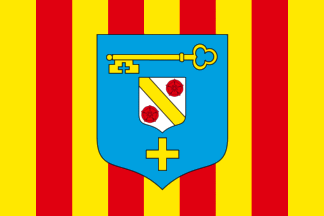
Vedena (Vedène)

## Regió d'ultramar

Caiena (Cayenne)
Miquelon-Langlade
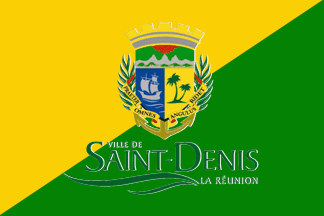
Saint-Denis
Saint-Pierre